# Affen-Knabenkraut
Das Affen-Knabenkraut (Orchis simia)  ist eine Pflanzenart aus der Gattung der Knabenkräuter (Orchis) innerhalb der Familie der Orchideen (Orchidaceae). 

## Beschreibung

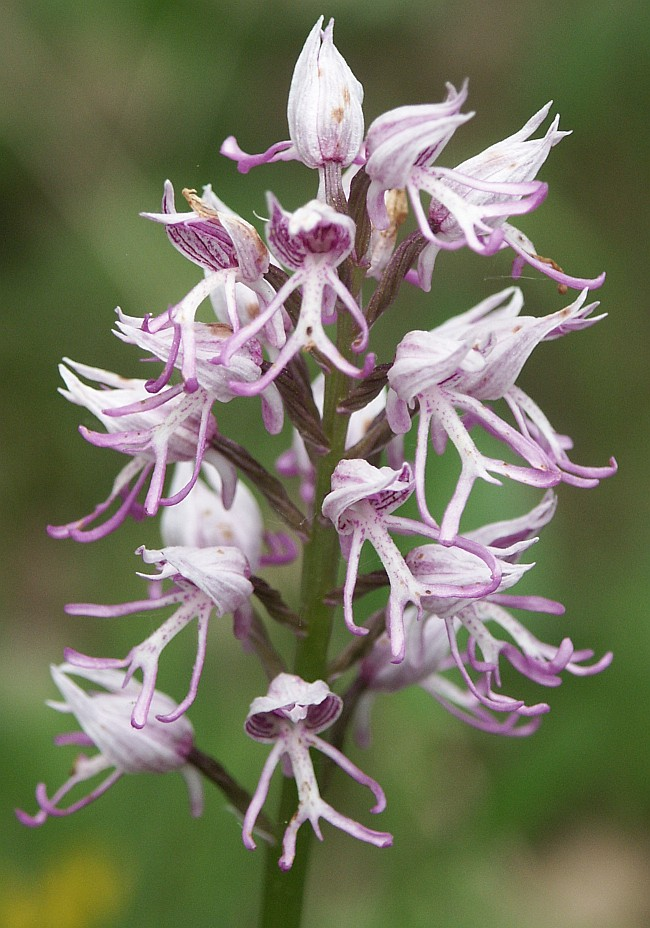
Blütenstand

Das Affen-Knabenkraut ist eine ausdauernde, krautige Pflanze, die Wuchshöhen von 20 bis 45 Zentimetern erreicht. Die zwei bis fünf in einer Rosette angeordneten Laubblätter sind ungefleckt und bis zu 20 Zentimeter lang.
Die Blütezeit reicht von Mitte April bis Ende Mai. Der ovale Blütenstand ist dichtblütig. Typisch für diese Art ist das Aufblühen von oben nach unten. Die zwittrigen Blüten sind zygomorph und dreizählig. Kelch- und Kronblätter bilden einen Helm, außen weißlich-rosa, innen purpurfarben gepunktet. Die Lippe ist 15 bis 20 Millimeter lang, deutlich dreilappig, mittlerer Lappen tief zweigeteilt mit kurzem Anhängsel in der Mitte. Seitenlappen und Zipfel des Mittellappen sehr schmal, hell bis kräftig rosa gefärbt. Mitte der Lippe weißlich mit feinen Punkten. Sporn zylindrisch, abwärts gebogen. Es gibt rein weißblühende oder fast rein weiß blühende Exemplare.
Die Chromosomenzahl beträgt 2n = 42.

## Vorkommen und Gefährdung
Das Affen-Knabenkraut kommt hauptsächlich im Mittelmeerraum vor, außerdem gibt es isolierte Vorkommen in West- und Mitteleuropa, Kleinasien, Iran, Kaukasusraum sowie Nordafrika.
Es kommt in Mitteleuropa nur im äußersten Südwesten bei der Burgundischen Pforte, im Oberrheintal (am Kaiserstuhl), im Oberelsass und in der äußersten Südwestschweiz sehr selten vor. Es bildet an seinen Standorten zuweilen kleinere, sehr lockere und meist individuenarme Bestände. In Deutschland ist es nur in den wärmeren Regionen hauptsächlich entlang des Rheins zu finden. In der Schweiz finden sich Vorkommen in den Kantonen Genf und Waadt. Die Tendenz zur Ausbreitung, wie sie bei der Bocks-Riemenzunge und verschiedenen heimischen Ragwurzen beobachtet wurde, ist bei dieser Art bisher nur im Ansatz zu erkennen.
Das Affen-Knabenkraut gedeiht am besten auf kalkreichen, trockenen, humushaltigen, tiefgründigen Lehm- oder Lößböden. Es besiedelt in Gegenden mit dem wärmsten Klima Mitteleuropas, Trockenrasen, lichte Gebüsche und lichte Trockenwälder. Es ist eine Charakterart des Mesobrometum aus dem Verband Mesobromion.  Nach Baumann und Künkele hat die Art in den Alpenländern folgende Höhengrenzen: Deutschland 115–640 Meter, Frankreich 0–1400 Meter, Schweiz 200–625 Meter, Italien 70–1800 Meter, Slowenien 20–1028 Meter. In Europa liegen die Grenzen bei 0 und 1800 Metern Meereshöhe.
Die ökologischen Zeigerwerte nach Landolt & al. 2010 sind in der Schweiz: Feuchtezahl F = 2w (mäßig trocken aber mäßig wechselnd), Lichtzahl L = 4 (hell), Reaktionszahl R = 4 (neutral bis basisch), Temperaturzahl T = 4+ (warm-kollin), Nährstoffzahl N = 2 (nährstoffarm), Kontinentalitätszahl K = 2 (subozeanisch).

## Naturschutz
Orchis simia ist durch ihre Seltenheit, vor allem in ihren nördlichen Verbreitungsgebieten, gefährdet. Die Art ist in Deutschland durch die BArtSchV besonders geschützt.

## Systematik  und Taxonomie

### Unterarten
Man kann die folgenden Unterarten unterscheiden:
- Orchis simia subsp. simia: Sie kommt von Europa bis zum Iran und vom nördlichen Algerien bis zum nordwestlichen Tunesien vor.[7]
- Orchis simia subsp. taubertiana (B.Baumann & H.Baumann) Kreutz (Syn.: Orchis taubertiana B.Baumann & H.Baumann): Sie kommt im nordöstlichen Libyen vor.[7]

### Hybriden
Orchis simia bildet mit nahe verwandten Arten wie dem Helm-Knabenkraut (Orchis militaris) Hybriden. Hybriden mit dieser Art sind schwer zu bestimmen. Die Blütenform ist stark dem Affen-Knabenkraut angenähert. Sicheres Zeichen für eine Hybride ist das Aufblühen von unten nach oben. Weiterhin hybridisiert es mit dem Purpur-Knabenkraut (Orchis purpurea), dem Ohnsporn (Orchis anthropophora) und anderen Arten aus dem Orchis militaris-Formenkreis (siehe Knabenkräuter (Orchis)).
Z. B.: 
- Orchis × angusticruris Franch. = Orchis purpurea × Orchis simia
- Orchis × beyrichii (Rchb. f.) A. Kern. = Orchis militaris × Orchis simia

### Taxonomie
Die Erstveröffentlichung von Orchis simia erfolgte 1779 durch Jean-Baptiste de Lamarck in Flore Françoise, où descriptions succinctes de toutes les plantes qui croissent naturellement en France... Band 3, S. 507. Das Artepitheton simia ist lateinisch und bedeutet Affe bzw. Menschenaffe, nachdem die Blüten in der Tat aussehen wie kleine, aufrecht stehende Affen.

## Bildergalerie

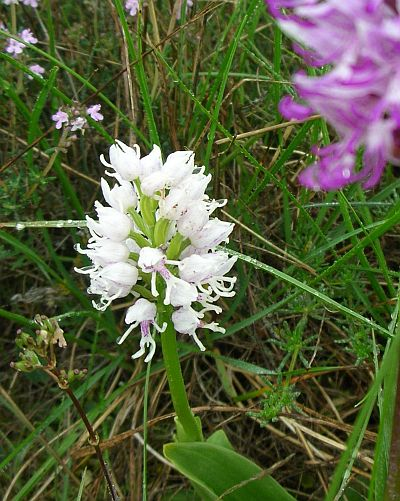
Weißes Exemplar neben normal gefärbtem
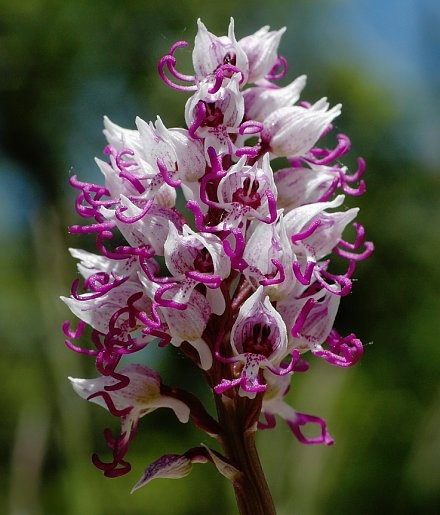
Blütenstand
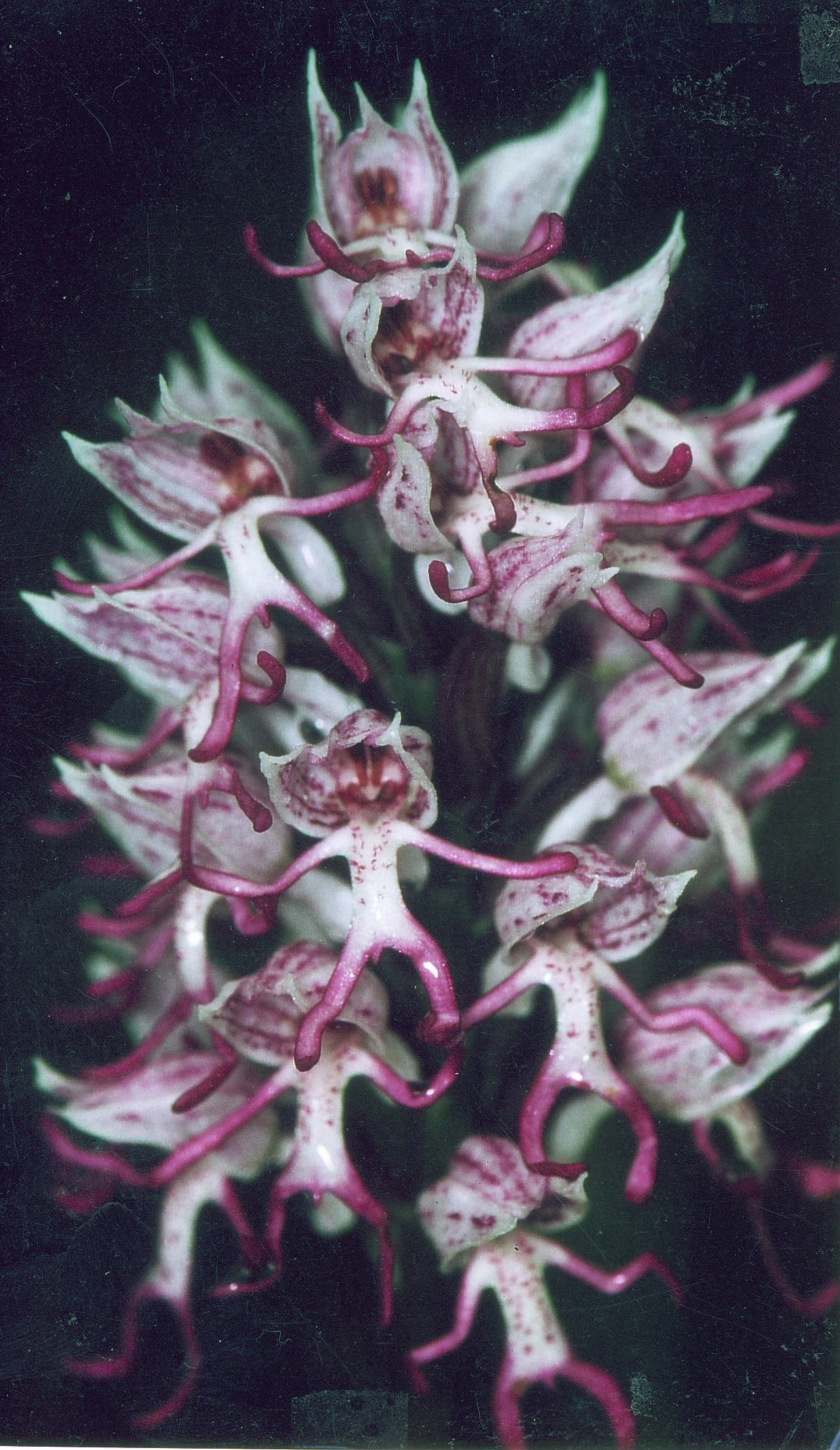
Orchis simia im Orjen, Montenegro
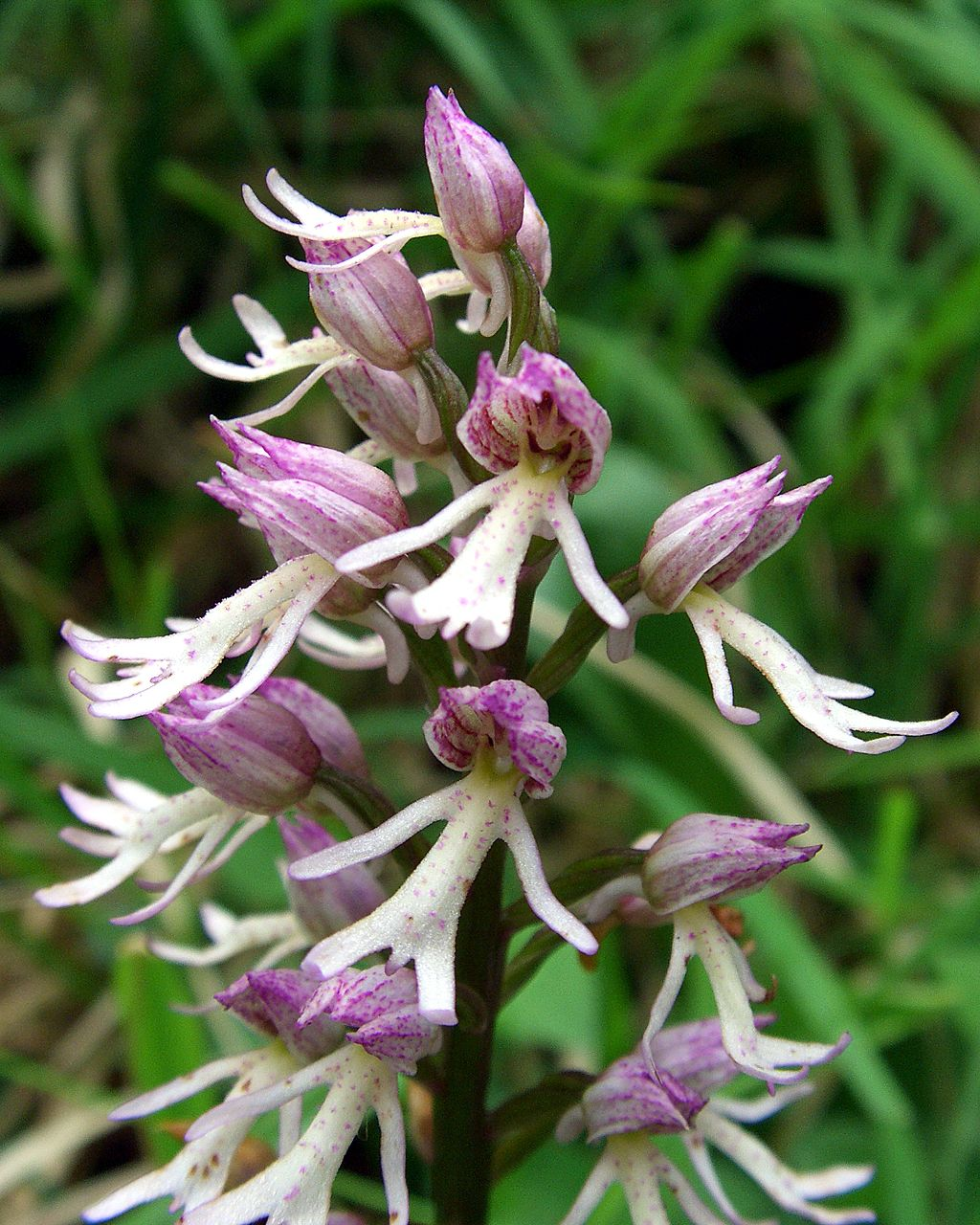
Orchis × angusticruris
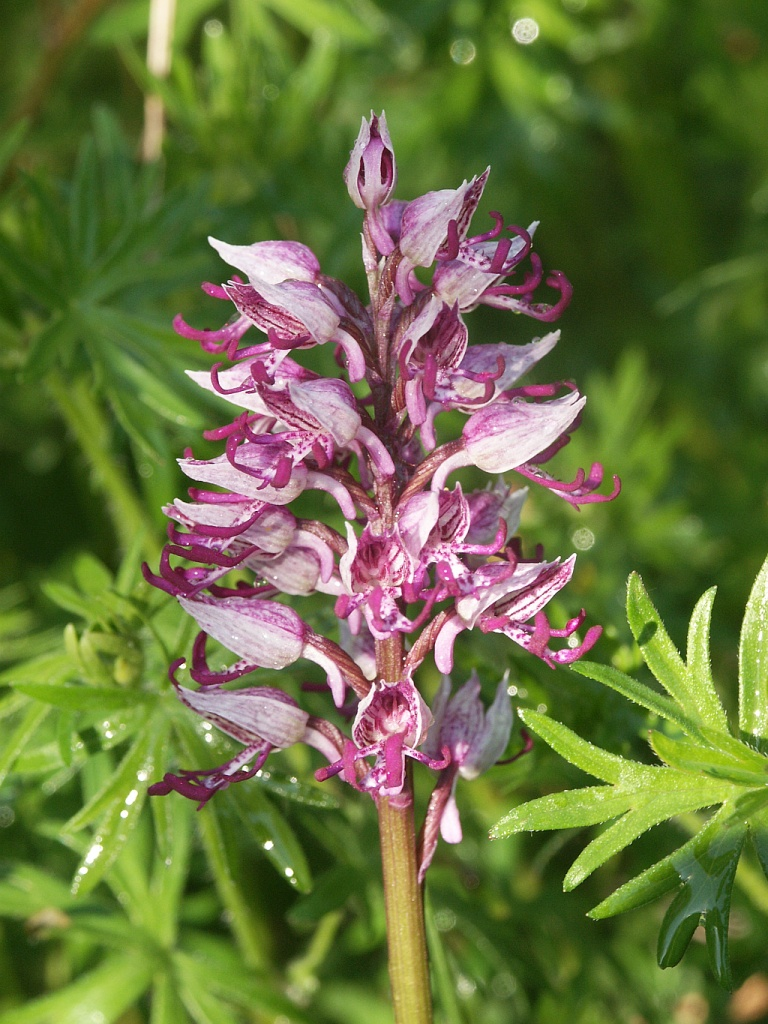
Orchis × beyrichii